# Lista de prefeitos de Telêmaco Borba
Esta é a lista de prefeitos e vice-prefeitos do município de Telêmaco Borba, no estado brasileiro do Paraná.
| Nº | Nome                          | Imagem                             | Partido              | Vice-prefeito                    | Início do mandato       | Fim do mandato                                                                  | Observações                                                             | Referências e notas |
| 1  | Péricles Pacheco da Silva     |                                    | PDC                  | Mário Albuquerque Corrêa Gondin  | 19 de março de 1964     | 31 de janeiro de 1968                                                           | Prefeito e vice eleitos em sufrágio universal em eleições de 01.03.1964 | [ 2 ]               |
| 2  | Euclides Marcolla             |                                    | ARENA                | Idezides Rodrigues Rezende       | 1º de fevereiro de 1969 | 31 de janeiro de 1972                                                           | Prefeito e vice eleitos em sufrágio universal em eleições de 15.11.1968 | [ 5 ]               |
| 3  | Dinizar Ribas de Carvalho     |                                    | ARENA                | Francisco Maria Quadrado         | 1º de fevereiro de 1973 | 31 de janeiro de 1976                                                           | Prefeito e vice eleitos em sufrágio universal em eleições de 15.11.1972 | [ 2 ] [ 6 ]         |
| 4  | Carlos Hugo Wolff von Graffen |                                    | MDB                  | Reginaldo Guedes Nocëra          | 1º de fevereiro de 1977 | 31 de janeiro de 1982                                                           | Prefeito e vice eleitos em sufrágio universal em eleições de 15.11.1976 | [ 2 ]               |
| 5  | Tranquelino Guimarães Viana   |                                    | PDS                  | Alberto Feitosa Alves            | 1º de fevereiro de 1983 | 31 de dezembro de 1988                                                          | Prefeito e vice eleitos em sufrágio universal em eleições de 15.11.1982 | [ 2 ] [ 7 ] [ 8 ]   |
| 6  | Carlos Hugo Wolff von Graffen |                                    | PMDB                 | Ivo Tadeu Bona                   | 1º de janeiro de 1989   | 31 de dezembro de 1992                                                          | Prefeito e vice eleitos em sufrágio universal em eleições de 15.11.1988 | [ 2 ]               |
| 7  | Paulo Cesar Nocêra            |                                    | PTB                  | Dinizar Ribas de Carvalho        | 1º de janeiro de 1993   | 31 de dezembro de 1996                                                          | Prefeito e vice eleitos em sufrágio universal em eleições de 03.10.1992 | [ 9 ] [ 10 ]        |
| 8  | Carlos Hugo Wolff von Graffen |                                    | PMDB                 | Oney Alves Ferreira (PSC)        | 1º de janeiro de 1997   | 31 de dezembro de 2000                                                          | Prefeito e vice eleitos em sufrágio universal em eleições de 03.10.1996 | [ 11 ]              |
| 8  | Carlos Hugo Wolff von Graffen | PRP                                | 1 de janeiro de 2001 | Oney Alves Ferreira (PSC)        | 31 de dezembro de 2004  | Prefeito e vice reeleitos em sufrágio universal em eleições de 01.10.2000       | [ 2 ]                                                                   |                     |
| 9  | Eros Danilo Araújo            |                                    | PMDB                 | Pedro Slonikarz, Pedrinho (PT)   | 1º de janeiro de 2005   | 31 de dezembro de 2008                                                          | Prefeito e vice eleitos em sufrágio universal em eleições de 03.10.2004 |                     |
| 9  | Eros Danilo Araújo            | Edemilson Siqueira Pukanski (PSDB) | PMDB                 | 1 de janeiro de 2009             | 31 de dezembro de 2012  | Prefeito reeleito e vice eleito em sufrágio universal em eleições de 05.10.2008 | [ 12 ]                                                                  |                     |
| 10 | Luiz Carlos Gibson            |                                    | PPS                  | Dã Gonçalves Cortez (PSD)        | 1 de janeiro de 2013    | 31 de dezembro de 2016                                                          | Prefeito e vice eleitos em sufrágio universal em eleições de 07.10.2012 | [ 13 ] [ 14 ]       |
| 11 | Márcio Artur de Matos         |                                    | PDT                  | Rita Mara de Paula Araújo (PV)   | 1 de janeiro de 2017    | 31 de dezembro de 2020                                                          | Prefeito e vice eleitos em sufrágio universal em eleições de 02.10.2016 | [ 16 ] [ 17 ]       |
| 11 | Márcio Artur de Matos         | Rita Mara de Paula Araújo (PL)     | PDT                  | 1 de janeiro de 2021             | 31 de dezembro de 2024  | Prefeito e vice reeleitos em sufrágio universal em eleições de 15.11.2020       | [ 18 ] [ 19 ]                                                           |                     |
| 12 | Rita Mara de Paula Araújo     |                                    | PSD                  | Jefferson Thomaz de Abreu (PODE) | 1 de janeiro de 2025    | Atual                                                                           | Prefeita e vice eleitos em sufrágio universal em eleições de 06.10.2024 | [ 20 ]              |